# María Freire
María Freire (Montevideo, 27 de noviembre de 1917 - Ib., 19 de junio de 2015) fue una pintora, escultora y crítica de arte uruguaya. 

## Trayectoria
Formada en pintura y escultura, en el Círculo de Bellas Artes de Montevideo con José Cuneo Perinetti y Severino Pose y luego en la Universidad del Trabajo del Uruguay con Antonio Pose, tuvo gran incidencia en el arte concreto y no figurativo de su país.
Comenzó a explorar el universo de la modernidad a través de máscaras africanas y piezas precolombinas y a partir de 1946 incursionó en la abstracción con tendencia planista y geométrica en sus pinturas a la vez que realizaba esculturas móviles con materiales no convencionales. Cuando conoció a José Pedro Costigliolo en 1952, ambos venían ya en una búsqueda común en el camino de su expresión artística. La pareja comenzó compartiendo el taller y viajes de estudio y luego se casaron. Juntos crearon el Grupo de Arte No Figurativo.
En 1953 visitó la II Bienal de Arte de San Pablo, donde tuvo su primer contacto con las vanguardias artísticas del momento, conoció obras de Piet Mondrian, Theo Van Doesburg y Friedrich Vordemberge-Gildewart, entre otros, y afianzó su camino en el arte concreto no figurativo. En 1957 Freire y Costigliolo recibieron la beca "Gallinal" con la que viajaron a Europa y realizaron estudios en el Museo Stedelijk  y en el Museo del Louvre con Bernard Dorival y André Varagnac. En 1966 María volvió a Europa en misión oficial para proseguir con sus estudios.
Entre 1962 y 1973 estuvo a cargo de la columna de crítica de arte del diario Acción y fue profesora de Dibujo en Enseñanza Secundaria y de Historia y Cultura Artística en Preparatorios de Arquitectura en Colonia del Sacramento, donde entabló amistad con Rhod Rothfuss y Gyula Kosice, figuras claves del movimiento Madí.
También tuvo contacto con las agrupaciones abstracto-concretas incentivadas por Aldo Pellegrini en la Argentina y gran afinidad con los artistas concretos y neoconcretos brasileños, como Amílcar de Castro, Lygia Pape, Lygia Clark y Hélio Oiticica, pero realizó su propio recorrido de maduración en la abstracción. La artista trabajó en series, tomando la propuesta de color, los ritmos y las formas puras como tema en sí mismos.
Entre 1958 y 1960 desarrolló la serie “Sudamericana”, en la que empleaba planos poligonales con una reducida paleta. En los años siguientes experimentó con una paleta cromática más expresiva, con perforaciones del plano y signos, de la que resultaron las series “Capricornio” y “Córdoba”. En la serie “Vibrante”, trabajada entre 1975 y 1985, la búsqueda estuvo relacionada con la luz, a comienzos de los 90, en la serie “El oro de los tigres” desarrolló estructuras oscuras sobre fondos amarillos y para finales de los 90 la geometría avanzó en la estructura de sus pinturas, dejando trascender la sensualidad del color.
Entre 1954 y 1992 realizó 17 exposiciones individuales en Montevideo, Buenos Aires, São Paulo, Río de Janeiro, Barcelona, Bruselas y Washington. Integró numerosas muestras colectivas y participó en bienales internacionales. En 1966 representó a Uruguay en la XXXIII Bienal de Venecia.
En sus obras aparece reiteradamente el mismo motivo, armado de diferentes maneras y con un encadenamiento rítmico aleatorio. Los signos repetidos de manera seriada crean una "constante icónica" en su obra. Contornos nítidos y colores planos entrecruzan lo sensible con lo racional. A partir del año 2000 realizó esculturas de gran escala para espacios públicos.
La dupla creativa con su marido, con sus caminos expresivos propios pero orientados en el mismo sentido, hacen que sus nombres siempre aparezcan asociados. Costigliolo falleció en 1985 y fue un gran golpe para ella la pérdida de su compañero de arte y de vida.
Fue una de las artistas de más larga carrera en Uruguay y un referente ineludible del arte geométrico del Río de la Plata.
Obras de su autoría integran las colecciones del Museo Nacional de Artes Visuales, Museo Juan Manuel Blanes, Museo de Arte Moderno de São Paulo, Museo de Arte Moderno de Río de Janeiro,  Museo Reina Sofía y diferentes colecciones públicas y privadas de arte latinoamericano.

“Al final de mi trayectoria, lo que deseo es que mi pasión no se apague y terminar mi obra con la misma convicción y exigencia de siempre“.
María Freire

## Premios
Recibió numerosos premios por su labor artística, entre ellos se destacan:
- 3.er. Premio, Medalla de Bronce, XVII Salón Nacional (1953).
- 2º Premio, Medalla de Plata, XIX Salón Nacional (1955).
- Premio de Honor, VI Bienal de San Pablo (1957).
- Medalla de Bronce, XXIV Salón Nacional (1960).
- 1.er.  Premio, Medalla de Oro, XXV Salón Nacional (1961).
- 1.er. Premio, Medalla de Oro, XXX Salón Nacional (1966).
- Gran Premio de Pintura, XXXII Salón Nacional (1967).
- Premio Adquisición, XXXIII Salón Nacional (1969).
- Premio Adquisición, XXXIV Salón Nacional (1970).
- Gran Premio de Pintura, VII Salón de Primavera de Salto (Uruguay) (1978).
- Premio Figari otorgado por el Banco Central del Uruguay en reconocimiento a su trayectoria (1996).

En el año 2007, el 52.º Premio Nacional de Artes Visuales de Uruguay llevó el nombre de María Freire en reconocimiento a su labor artística e influencia en las nuevas generaciones.